# Bibliothèque du Temple d'Auguste
La bibliothèque du temple d'Auguste (en latin : Bibliotheca Templi Augusti ou Bibliotheca Templi Novi) est construite par l'empereur Tibère et dédiée après sa mort.

## Localisation
Tibère adjoint la bibliothèque au sanctuaire du Vélabre dédié à Auguste. Le temple d'Auguste et sa bibliothèque sont situés dans le Vélabre, derrière le temple de Castor et Pollux et la basilique Julia, au pied du Palatin, où ils font partie d’un ensemble de bâtiments de l’époque flavienne reliés par une rampe à la terrasse de la colline du Palatin. Il est possible que ce soit la même bibliothèque qui est baptisée bibliothèque du palais de Tibère (bibliotheca domus Tiberianae) au IVe siècle.

## Histoire
Les travaux de construction débutent sous Tibère mais la bibliothèque n'est dédiée qu'après sa mort, sous Caligula,.
La bibliothèque et le temple sont endommagés dans un incendie sous le règne de Vespasien ou de Domitien et ce dernier la fait reconstruire. D'après ce que rapporte Martial dans un de ses épigrammes sur la politique culturelle de Trajan dont il fait l'éloge, les ouvrages détruits ne sont remplacés après cet incendie que peu avant 101 ap. J.-C. et la publication de cette épigramme, époque à partir de laquelle la bibliothèque redevient fonctionnelle.
L'église Santa Maria Antiqua est construite dans une des petites salles de la bibliothèque vers le VIe siècle. Elle est régulièrement redécorée entre 650 et 772 mais est partiellement abandonnée après le tremblement de terre de 847. La structure du complexe comprenant le temple et la bibliothèque est mise au jour au début du XXe siècle lors de la destruction de l'église Santa Maria Liberatrice.

## Description

Plan du bâtiment après l'aménagement de l'église Santa Maria Antiqua dans les deux petits halls (1 à 5 pour l'église et 9 pour le péristyle servant d'atrium), le hall principal est à droite (7), la rampe vers le Palatin à gauche (6). Au (8) se trouve l'oratoire des Quarante-Martyrs.

Les vestiges mis au jour appartiennent à la restauration entreprise sous Domitien. Il s'agit d'un grand édifice rectangulaire avec des murs épais et très hauts en opus caementicium recouvert de brique. On pénètre dans le bâtiment depuis le Vicus Tuscus en traversant un vestibule de 6 m de profondeur pour 32 m de large avec une grande niche à chaque extrémité. Le hall principal, de forme rectangulaire, fait 25 m de profondeur. Les murs comportent une série de niches alternativement rectangulaires et semi-circulaires. Au-dessus, les murs, qui atteignent près de 40 m de hauteur, supportent un plafond plat ou voûté. Selon cette dernière hypothèse, il s'agirait de la plus haute voûte à cette époque, mais aucun vestige de ce type de structure n'a été retrouvé. La pièce est illuminée grâce à une large ouverture rectangulaire pratiquée dans chaque mur. Depuis ce hall, des passages dans le mur du fond permettent d'accéder à deux halls plus petits. Le premier mesure 21×20 m et ses murs sont décorés de niches. Le deuxième est un péristyle de colonnes de granite gris avec quatre piliers de briques dans les angles, entourant une cour à ciel ouvert. Depuis chacun de ces deux halls, une porte communique avec la rampe permettant l'ascension de ce versant du Palatin.

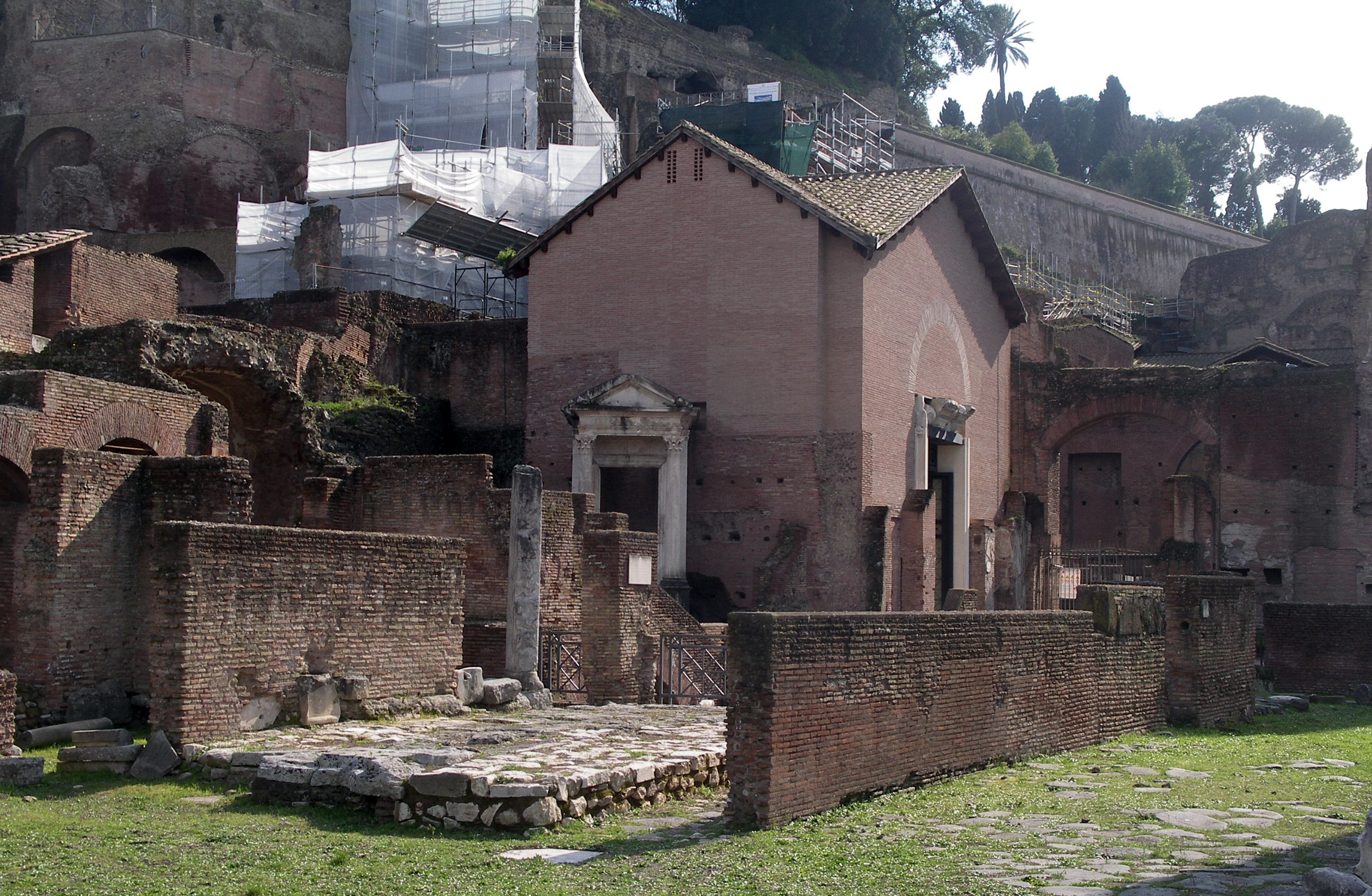
Oratoire des Quarante-Martyrs et édicule de Juturne.
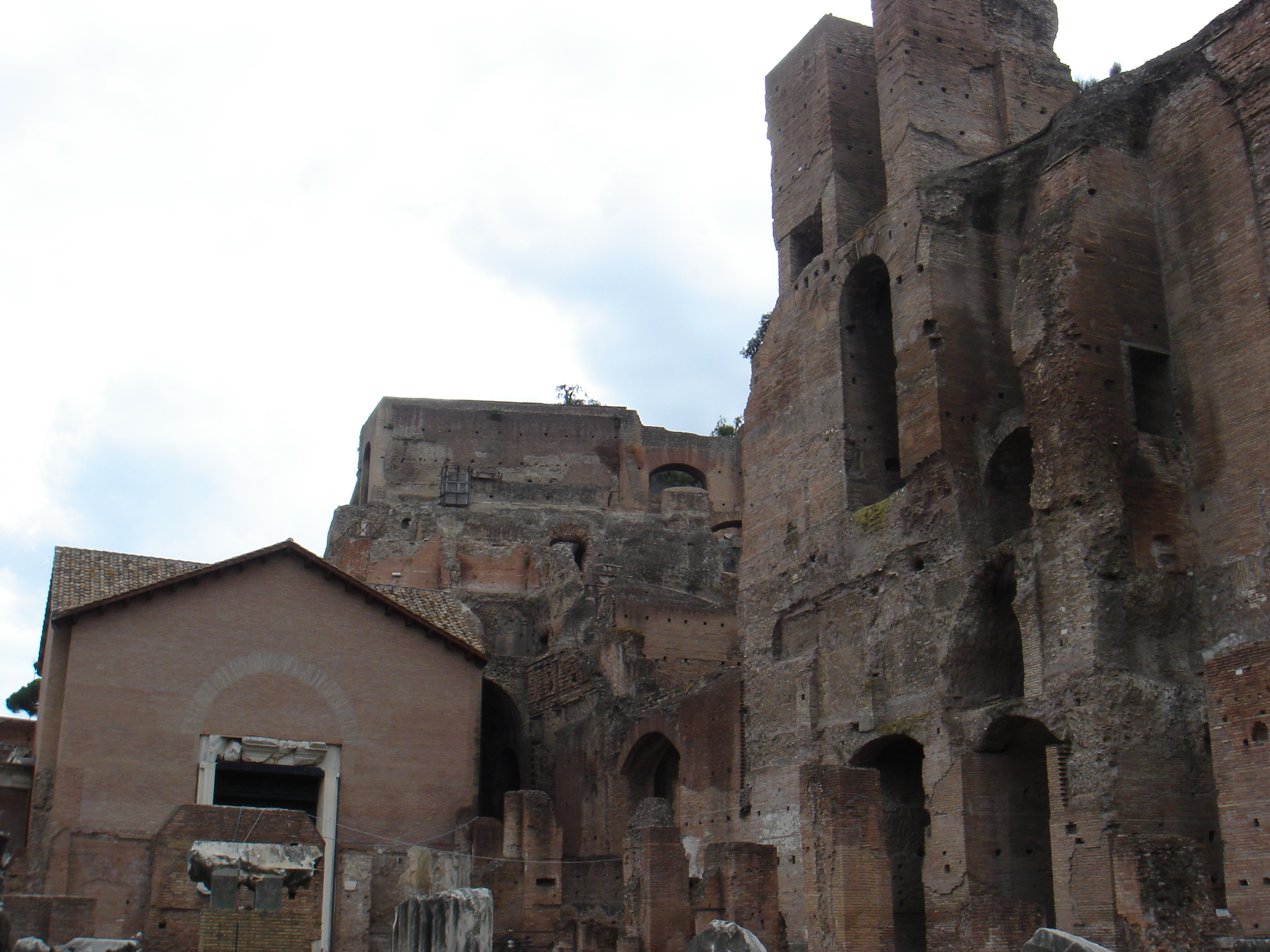
Oratoire des Quarante-Martyrs et vestiges de la bibliothèque.